# 성안동 (청주시)
성안동은 충청북도 청주시 상당구에 있는 행정동이다. 법정동은 서문동, 남주동, 북문로 1가, 남문로 1가, 남문로 2가, 문화동, 서운동, 석교동이다. 청주시에서 상업지역과 번화가로 손꼽히는 성안로와 지하상가, 청주 육거리시장이 위치해 유동인구가 많다. 서문동에는 1999년까지 청주고속터미널이 위치하고 있었으나 도심에 위치해 교통 혼잡이 우려되어 가경동으로 이전되었다. 근처의 서문교에서도 풍물시장이 있었으나 2001년에 철거되었다.

## 역사
- 1897년, 충청북도 청주군
- 1931년, 충청북도 청주군 청주읍
- 1946년, 충청북도 청주부
- 1949년, 충청북도 청주시 석교동/서운·남1가동/문화·북1·남2가동/서문동/남주동
- 1995년, 충청북도 청주시 상당구 석교동/서운·남1가동/문화·북1·남2가동/서문동/남주동
- 1998년, 충청북도 청주시 상당구 성안동

## 법정동
- 서문동(西門洞)
- 남주동(南州洞)
- 북문로1가(北門路一街)
- 남문로1가(南門路一街)
- 남문로2가(南門路二街)
- 문화동(文化洞)
- 서운동(瑞雲洞)
- 석교동(石橋洞)

## 공공 기관
- 충청북도청
- 청주시청 제2청사 (구. 청원군청)

## 상업 기관
- 성안로(성안길)
- 대현프리몰 청주
- 홈플러스 청주성안점 (구 청주고속버스터미널→까르푸/홈에버 청주점)
- CGV 청주서문
- 메가박스 청주성안길
- 청주 육거리종합시장

## 관내 문화재
- 청주 용두사지 철당간 - 국보 제41호

## 교육
- 석교초등학교 (석교동)

## 주거
| 단지명              | 건설사 | 시행사                                           | 주소                     | 입주        | 비고              |
| ------------------- | ------ | ------------------------------------------------ | ------------------------ | ----------- | ----------------- |
| 문화동 센트럴칸타빌 | ㈜대원 | ㈜대원디앤디                                     | 상당구 용담로 7 (문화동) | 2018년 12월 | 구 법원·검찰청 터 |
| 남주 칸타빌 더 시엘 | ㈜대원 | ㈜대한토지신탁 남주동 8구역 가로주택정비사업조합 |                          |             |                   |